# فلوریان هنکل فون دونرسمارک
فلوریان هنکل فون دونرسمارک (آلمانی: Florian Henckel von Donnersmarck؛ زادهٔ ۲ مهٔ ۱۹۷۳) کارگردان و فیلم‌نامه‌نویس اهل آلمان است. وی از سال ۱۹۹۶ میلادی تاکنون مشغول فعالیت بوده‌است.
وی تاکنون برندهٔ جوایز گوناگونی برای نویسندگی یا کارگردانی فیلم شده‌است که از آن میان، می‌توان به ۲ جایزهٔ فیلم اروپا، جایزهٔ حلقه منتقدان فیلم نیویورک، جایزه اسکار بهترین فیلم خارجی‌زبان، جایزه سزار و جایزهٔ برگزیدهٔ نوجوانان اشاره کرد.
وی همچنین نامزد دریافتِ ۴ جایزهٔ بفتا، ۳ جایزهٔ برگزیدهٔ نوجوانان و ۳ جایزهٔ گلدن گلوب بوده‌است.

## گزیدهٔ فیلم‌شناسی
- زندگی دیگران (۲۰۰۶)
- توریست (۲۰۱۰)
- هرگز روی برنگردان (۲۰۱۹)